# Bölscheøya
Bölscheøya is een eiland aan de zuidkant van Edgeøya, Spitsbergen. Het maakt deel uit van de eilandengroep Tusenøyane. Het eiland is in 1868 vernoemd naar de Duitse geoloog Carl Bölsche.
Bölscheøya heeft naar schatting een oppervlakte van zo'n 1,4 km² en is vrij vlak.